# Col de Mézilhac
Le col de Mézilhac est un col routier situé dans le Massif central en France.

## Situation
À une altitude de 1 119 mètres, il se trouve dans le département de l'Ardèche à l'ouest de Privas, au carrefour de la RD 122 et de la RD 578.

## Activités

### Randonnée
Le sentier de randonnée de pays de la Haute Cévenne de l'Ardèche y passe.

### Cyclisme
Le col, classé en 2e catégorie, est emprunté au km 109,8 par la 2e étape du Critérium du Dauphiné 2022 entre Saint-Péray et Brives-Charensac.